# Rolf Stenersen
Rolf E. Stenersen, född 13 februari 1899  i Kristiania, död 15 oktober 1978  i Bergen, var en norsk finansman, idrottsman, författare  och konstsamlare. Som finansman var han framgångsrik, som författare egensinnig och som konstsamlare framsynt. Han var personlig vän med Edvard Munch och hans stora donation av verk av Munch 1936 utgör stommen i Stenersenmuseet i Oslo. Också konstmuseet i Bergen mottog 1971 en stor donation av Stenersen. Han tilldelades St. Hallvardsmedaljen 1977.

## Verk
- Godnatt da du (noveller, 1931)
- Stakkars Napoleon (roman, 1934)
- Edvard Munch: nærbilde av et geni (1945)
- Spinn etter Rimbaud (poesi, 1946)
- Det likner kjærlighet (roman, 1947)
- Aksjer og tid-rytmer (1950)
- Eva og Johannes (pjäs, 1953)
- Sånn er vi også (noveller, 1963)
- Aksjer, kunst, kunstnere (memoarer, 1969)
- Synet (roman, 1973)
- Jakten etter det vakre: om kunst, kunstnere og underlige hendelser (memoarer, 1976)

## På svenska
- Edvard Munch: närbild av ett geni (översättning: Thure Nyman) (Wahlström & Wistrand, 1944. Ny, omarbetad och tillökad upplaga, 1946)
- "Ambra" (ur Godnatt da du) (översättning: Görgen Antonsson). I tidskriften Amalgam, nr 3 (1985), s. 23-26

## Om Rolf Stenersen
- Stubbraaten, Aud Marit: Rolf Stenersens "Godnatt da du": en analyse blant annet med vekt på dikterens forhold til psykoanalysen (1985)
- Søbye, Espen: Rolf Stenersen: en biografi (Oktober, 1995)
- Olsen, Bjørn: Rolf Stenersen og hans prosasamling Godnatt da du (1931): poetikk og tekstlesninger, med særlig vekt på modernistiske problemstillinger (1996)